# Schloonsee

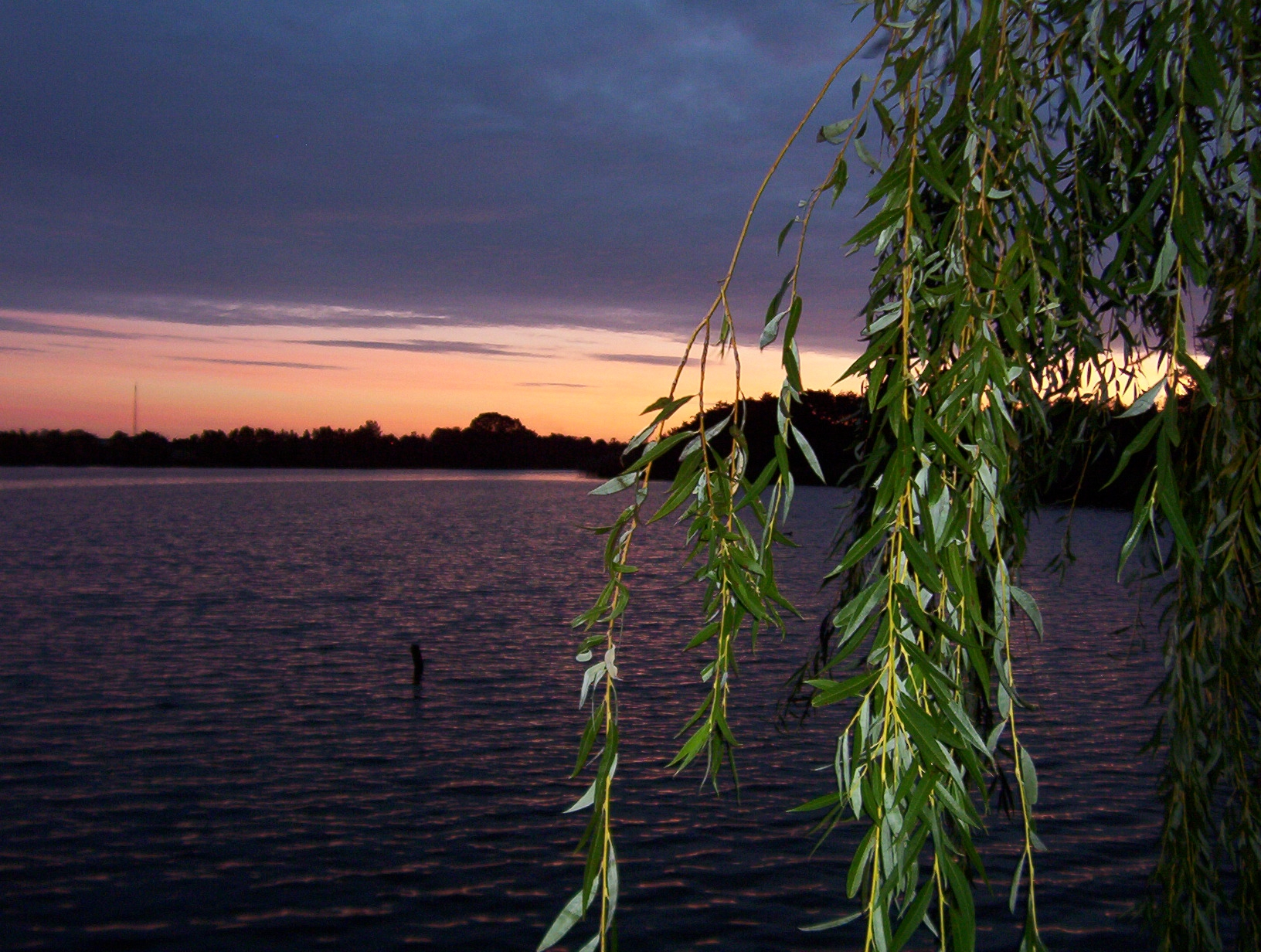
Sonnenuntergang am Schloonsee

Der Schloonsee ist ein im Gebiet der Gemeinde Heringsdorf auf der Insel Usedom im Landkreis Vorpommern-Greifswald gelegener Süßwassersee.

## Lage und Größe
Er befindet sich östlich des Ortes Bansin und nördlich der Bundesstraße 111 zwischen dem Gothensee und der Ostsee in der Schloonseesenke, einem Gebiet mit Schwemmsand, durch den die Lücke zwischen den ehemaligen Inseln mit Kernen um den Langen Berg im Westen und den Zirowberg im Osten geschlossen wurde. Die Gemeindestraße vom Seebad Bansin nach Heringsdorf führt unmittelbar am nördlichen Seeufer entlang. Das Gewässer hat eine ungefähre Länge von 750 Metern, eine Breite von 400 Metern und eine durchschnittliche Tiefe von 3 Metern.

## Geschichte und Entwicklung
Der See ist wie alle Seen auf der Insel Usedom in der letzten Eiszeit entstanden. Sein Name, Schloonsee, verweist auf ein Gewässer namens Schloon. Laut Ludwig Wilhelm Brüggemann trug im 18. Jahrhundert der Schloonsee den Namen „Schloon“. In Theodor Fontanes Roman Effi Briest (1895) hingegen, in dem der Schloon eine wichtige Rolle spielt, ist dieser ein Gewässer, das vom Gothensee zur Ostsee verläuft. Im Roman heißt es:

„[D]ieser Schloon ist eigentlich bloß ein kümmerliches Rinnsal, das hier rechts vom Gothener See herunterkommt und sich durch die Dünen schleicht. Und im Sommer trocknet es mitunter ganz aus, und Sie fahren dann ruhig drüber hin und wissen es nicht einmal. […] [I]m Winter, da ist es was anderes; nicht immer, aber doch oft. Da wird es dann ein Sog. […] [U]nd am stärksten immer dann, wenn der Wind nach dem Lande hin steht. Dann drückt der Wind das Meerwasser in das kleine Rinnsal hinein, aber nicht so, daß man es sehen kann. Und das ist das Schlimmste von der Sache, darin steckt die eigentliche Gefahr. Alles geht nämlich unterirdisch vor sich, und der ganze Strandsand ist dann bis tief hinunter mit Wasser durchsetzt und gefüllt. Und wenn man dann über solche Sandstelle weg will, die keine mehr ist, dann sinkt man ein, als ob es ein Sumpf oder ein Moor wäre.“

Der Standort, an dem Sidonie von Grasenabb ihre Geschichte erzählt, dürfte sich am Ostseestrand an der Stelle befinden, an der seit 1818 der Sackkanal in die Ostsee mündet. Dieser wurde über den Schloonsee geführt, um Wasser aus dem Thurbruch und dem Gothensee abzuleiten.
In den Jahren 1978 und 1979 erfolgte eine Sanierung des Sees. Ab 1981 ließ die DDR am Südufer des Schloonsees geologische Untersuchungen durchführen. Probebohrungen ergaben in 3900 Metern Tiefe ein Erdgasvorkommen mit einer geschätzten Kapazität von 9 Millionen Kubikmetern Erdgas. Der große Anteil von Schwefelwasserstoff am Gasgemisch hätte jedoch für eine Förderung einen hohen technischen und finanziellen Aufwand bedeutet, so dass die Regierung davon Abstand nahm.
Nach der Wende wurde die im Besitz der Lagerstätte befindliche, inzwischen privatisierte Erdöl-Erdgas Gommern (EEG) von der Treuhand an den französischen Konzern Gaz de France verkauft. Die EEG beantragte 1996 die Fördergenehmigung für das Erdgas. Das Projekt, das eine tägliche Fördermenge von einer Million Tonnen vorsah, stieß in der Umgebung auf breite Ablehnung. 2002 erteilte die Landesregierung Mecklenburg-Vorpommerns schließlich der Erdgasgewinnung eine Absage, da sie dem Tourismus in der Region und insbesondere in den Dreikaiserbädern größte Priorität einräumte.
Eine Marina mit Direktzugang zur Ostsee wird am Sackkanal östlich vom Schloonsee in Heringsdorf geplant. Zunächst solle dafür das dortige Betriebsgrundstück des Unternehmens Engie vom Schloonsee an das Bansiner Klärwerk bzw. die ehemalige sowjetische Kaserne in Ahlbeck verlegt werden. Ursprünglich war auch eine Marina an der Heringsdorfer Seebrücke vorgesehen, jedoch aufgrund logistischer Herausforderungen zunächst verworfen.